# آرت پانک
آرت پانک (به انگلیسی: Art punk) زیرگونه‌ای از موسیقی پانک راک است که از پانک پیچیده‌تر بوده و از مرزهای گاراژ راک فراتر می‌رود.